# SN 2004hz
SN 2004hz – supernowa typu Ia odkryta 8 października 2004 roku w galaktyce A020503+0050. W momencie odkrycia miała maksymalną jasność 20,10m.